# Erik Sviatchenko
Erik Sviatchenko (ukrainsk: Ерік Сергійович Святченко, tr. Erik Serhijovytj Svjattjenko; født 4. oktober 1991 i Viborg) er en dansk fodboldspiller med ukrainske rødder, der spiller central forsvar for Houston Dynamo. Han blev i foråret 2015 udtaget til landsholdet.

## Karriere

### Klubkarriere
Erik Sviatchenko spillede som barn i forskellige klubber i og omkring fødebyen Viborg. I 2006 kom han imidlertid som 14-årig på FC Midtjyllands fodboldakademi, og herfra debuterede han på klubbens førstehold 8. maj 2009.
Erik Sviatchenko var i sin tid som førsteårs-spiller på U19 anfører for FC Midtjyllands ungdomshold. Både som førsteårs-spiller og andenårs-spiller på U19 vandt han sammen med holdet Danmarksmesterskabet.
Han blev i 2009 kåret som "Årets Akademispiller", som tildeles spillere som har haft en ekstra betydning gennem deres tid på akademiet. Denne pris er det ypperste man kan opnå som ungdomsspiller i FC Midtjylland. 
Sviatchenko var efter debuten på FCM's førstehold stort set fast mand på holdet, og han blev i sæsonen 2013/2014 udnævnt som FC Midtjyllands viceanfører. Senere blev han anfører og var en af de bærende kræfter hos FCM, da de blev danske mestre i 2015. En stærk indsats i de efterfølgende europæiske kampe samt debuten på landsholdet betød, at udenlandske klubber blev interesseret i ham. Han blev derpå solgt til skotske Celtic i januar 2016.
Karrieren i skotsk fodbold begyndte godt, og Sviatchenko var stamspiller hos Celtic i den første periode, hvor Ronny Deila var træner. Da han blev blev afløst af Brendan Rodgers, blev det som i starten en stor succes som fast mand på holdkortet gennem hele efteråret 2016, med 46 kampe samt et Champions League gruppespil, hvor Sviatchenko startede inde i alle kampe. I efteråret 2017 spillede han overhovedet ikke i ligaen grundet en skade som holdt ham ude fra august til oktober. I januar 2018 blev han derfor udlejet tilbage til FC Midtjylland for et halvt år.
Efter det halve år på leje, med en DM titel til FC Midtjylland, besluttede Sviatchenko sig for at forsætte sin gode periode i klubben. 
Siden 2018 returen har han og holdet vundet klubbens første pokal titel i 2019, han er udnævnt som anfører og senest vundet et suverænt mesterskab i 2020 og kvalificeret holdet til klubbens første Champions League gruppespil. 
Sviatchenko er en af dansk fodbolds mest dekorerede spiller med hele 11 trofæer, fordelt med 6 skotske titler samt 5 danske.  

### Landsholdskarriere
Mediernes spørgsmål, om hvorvidt Erik Sviatchenko ville vælge at repræsentere Ukraines landshold, forsvandt, da han blev udtaget til det danske landshold. Sviatchenko debuterede i startopstillingen den 25. marts 2015 på NRGi Park & Arena i Århus mod USA i en venskabskamp. Landskampen blev vundet 3-2, og han dannede i midterforsvaret par med sin tidligere holdkammerat i FC Midtjylland Simon Kjær.
Sviatchenko spillede sin anden landskamp mod Frankrig på Stade Geoffroy-Guichard i St.Etienne 29. marts 2015. Kampen blev spillet foran et fyldt stadion og endte 2-1 til Frankrig, hvor Sviatchenko scorede det danske mål. Han har per januar 2018 spillet fem landskampe.

## Privatliv
Erik Sviatchenko er søn af den ukrainsk fødte multikunstner Sergei Sviatchenko. Sammen med den ældste af Eriks brødre Philip Sviatchenko fører de bloggen Close up and Private, et kunst/foto projekt som er dedikeret til stilens visuelle sprog.

## Hæder

### Individuelt
- Månedens Superligaspiller, august 2015[8]

- Årets Superligaspiller, 2015/2016

kåret af Superligen
- Efterårets Profil, Tipsbladet 2019
- Forårets Profil, Tipsbladet 2020
- Årets Superligaspiller, 2019/2020 kåret af Superligen

### Hold
Houston Dynamo FC
- U.S. Open Cup (en): 2023

FCM
- Dansk mester: 2014-2015, 2017-2018, 2019-2020
- DBU Pokalen:  2018-2019

Celtic
- Scottish Premiership (3):  2015-16,  2016-17

 2017-18